# Oskol
Oskol (rusky Оскол, ukrajinsky Оскіл [Oskil]) je řeka v Kurské a Bělgorodské oblasti v Rusku a v Charkovské oblasti na Ukrajině. Je dlouhá 472 km. Povodí má rozlohu 14 800 km².

## Průběh toku
Pramení na Středoruské vysočině. Teče převážně na jih a na dolním toku protéká Oskolskou přehradou. Ústí zleva do Severního Doňce (povodí Donu).

## Vodní režim
Převládajícím zdrojem vody jsou sněhové srážky. Průměrný roční průtok vody ve vzdálenosti 9,5 km od ústí činí 44,2 m³/s. Zamrzá v listopadu až na začátku prosince a rozmrzá v březnu až na začátku dubna. Nejvyšších vodních stavů dosahuje od konce března do začátku května.

## Využití
Využívá se k zásobování vodou. Ve vzdálenosti 12 km od ústí byla postavena Oskolská vodní elektrárna. Na řece leží města Staryj Oskol, Novyj Oskol (Rusko), Kupjansk (Ukrajina).